# Llista de topònims de Vilaplana
Llista de topònims (noms propis de lloc) del municipi de Vilaplana, al Baix Camp
Informació actualitzada per un bot. Els canvis manuals es perdran quan s'actualitzi!

## arc
| imatge | Nom                                         | Ubicat a  | instància de | Detalls                     | coordenades                                                                             | Protecció                   | Commons (més fotos)           | Dades a WD                    |
| ------ | ------------------------------------------- | --------- | ------------ | --------------------------- | --------------------------------------------------------------------------------------- | --------------------------- | ----------------------------- | ----------------------------- |
|        | Arc apuntat del carrer Bisbe Borràs, 6      | Vilaplana | arc          | Estil: arquitectura gòtica  | 41° 13′ 41″ N, 1° 02′ 01″ E / 41.228008°N,1.033615°E                                    | bé cultural d'interès local |                               | Modifica les dades a Wikidata |
|        | arcs dits romànics del carrer Àngel Guimerà | Vilaplana | arc          | Estil: arquitectura popular | 41° 13′ 44″ N, 1° 02′ 01″ E / 41.228977°N,1.033657°E ca:C. Àngel Guimerà, 8-14 373 msnm | bé cultural d'interès local | Arcs del carrer Àngel Guimerà | Modifica les dades a Wikidata |

## cova
| imatge | Nom              | Ubicat a  | instància de | Detalls | coordenades                                                         | Protecció | Commons (més fotos) | Dades a WD                    |
| ------ | ---------------- | --------- | ------------ | ------- | ------------------------------------------------------------------- | --------- | ------------------- | ----------------------------- |
|        | cova dels Matxos | Vilaplana | cova         |         | 41° 14′ 08″ N, 1° 00′ 50″ E / 41.2356671719016°N,1.01380593028288°E |           |                     | Modifica les dades a Wikidata |
|        | el Colomet       | Vilaplana | cova         |         | 41° 14′ 12″ N, 1° 00′ 45″ E / 41.236535357041°N,1.01244323261204°E  |           |                     | Modifica les dades a Wikidata |

## curs d'aigua
| imatge | Nom                | Ubicat a                                       | instància de | Detalls                     | coordenades                                                                                             | Protecció | Commons (més fotos) | Dades a WD                    |
| ------ | ------------------ | ---------------------------------------------- | ------------ | --------------------------- | --- | --------- | ------------------- | ----------------------------- |
|        | riera de Maspujols | Vilaplana l'Aleixar Maspujols Riudoms Cambrils | curs d'aigua | Desemboca: mar Mediterrània | 41° 15′ 22″ N, 1° 03′ 23″ E / 41.256237°N,1.056271°E 41° 03′ 49″ N, 1° 04′ 55″ E / 41.06368°N,1.08202°E |           | Riera de Maspujols  | Modifica les dades a Wikidata |
|        | riu dels Garrigots | Vilaplana                                      | curs d'aigua |                             | 41° 14′ 59″ N, 1° 00′ 23″ E / 41.2496°N,1.00638°E                                                       |           |                     | Modifica les dades a Wikidata |

## dipòsit d'aigua
| imatge | Nom                    | Ubicat a  | instància de    | Detalls                     | coordenades                                          | Protecció                   | Commons (més fotos)         | Dades a WD                    |
| ------ | ---------------------- | --------- | --------------- | --------------------------- | ---------------------------------------------------- | --------------------------- | --------------------------- | ----------------------------- |
|        | Cisterna de la Mussara | Vilaplana | dipòsit d'aigua | Estil: arquitectura popular | 41° 15′ 15″ N, 1° 01′ 29″ E / 41.254114°N,1.024588°E | bé cultural d'interès local |                             | Modifica les dades a Wikidata |
|        | el Dipòsit Vell        | Vilaplana | dipòsit d'aigua | Estil: arquitectura popular | 41° 13′ 47″ N, 1° 02′ 03″ E / 41.229622°N,1.034244°E | bé cultural d'interès local | El Dipòsit Vell (Vilaplana) | Modifica les dades a Wikidata |

## església
| imatge | Nom                         | Ubicat a  | instància de | Detalls                     | coordenades                                          | Protecció                   | Commons (més fotos)         | Dades a WD                    |
| ------ | --------------------------- | --------- | ------------ | --------------------------- | ---------------------------------------------------- | --------------------------- | --------------------------- | ----------------------------- |
|        | Sant Salvador de la Mussara | Vilaplana | església     | Estil: arquitectura popular | 41° 15′ 09″ N, 1° 01′ 42″ E / 41.2524°N,1.02827°E    | bé cultural d'interès local | Sant Salvador de la Mussara | Modifica les dades a Wikidata |
|        | Santa Maria de Vilaplana    | Vilaplana | església     | Estil: barroc               | 41° 13′ 42″ N, 1° 02′ 00″ E / 41.228443°N,1.033266°E | bé cultural d'interès local | Santa Maria de Vilaplana    | Modifica les dades a Wikidata |

## font
| imatge | Nom                | Ubicat a  | instància de | Detalls                                  | coordenades | Protecció                   | Commons (més fotos)         | Dades a WD                    |
| ------ | ------------------ | --------- | ------------ | ---------------------------------------- | --- | --------------------------- | --------------------------- | ----------------------------- |
|        | font de la Vila    | Vilaplana | font         | Estil: arquitectura popular 17th century | 41° 13′ 43″ N, 1° 01′ 55″ E / 41.228643°N,1.032069°E ca:Al costat del riu de la Mussara, sota el pont de Mallafré 361 msnm | bé cultural d'interès local | Font de la Vila (Vilaplana) | Modifica les dades a Wikidata |
|        | font del Pere Milà | Vilaplana | font         |                                          | 41° 14′ 46″ N, 1° 01′ 46″ E / 41.2462212745226°N,1.02939422505275°E                                                        |                             |                             | Modifica les dades a Wikidata |

## masia
| imatge | Nom                  | Ubicat a  | instància de     | Detalls                     | coordenades                                                         | Protecció                   | Commons (més fotos) | Dades a WD                    |
| ------ | -------------------- | --------- | ---------------- | --------------------------- | ------------------------------------------------------------------- | --------------------------- | ------------------- | ----------------------------- |
|        | Ca l'Esteve          | Vilaplana | masia            |                             | 41° 15′ 06″ N, 1° 01′ 47″ E / 41.2517203619225°N,1.02967051694898°E |                             |                     | Modifica les dades a Wikidata |
|        | Ca l'Estudiant       | Vilaplana | masia            |                             | 41° 15′ 07″ N, 1° 01′ 44″ E / 41.2520411996165°N,1.02894477094818°E |                             |                     | Modifica les dades a Wikidata |
|        | Cal Llebrot          | Vilaplana | masia            |                             | 41° 15′ 04″ N, 1° 01′ 09″ E / 41.2511806954689°N,1.01921984959241°E |                             |                     | Modifica les dades a Wikidata |
|        | Cal Manró            | Vilaplana | masia            |                             | 41° 15′ 08″ N, 1° 01′ 12″ E / 41.2523113672621°N,1.02002113936844°E |                             |                     | Modifica les dades a Wikidata |
|        | Cal Po               | Vilaplana | masia            |                             | 41° 15′ 07″ N, 1° 01′ 41″ E / 41.2518812214348°N,1.02801865053641°E |                             |                     | Modifica les dades a Wikidata |
|        | Cal Pusso            | Vilaplana | masia            |                             | 41° 15′ 04″ N, 1° 01′ 16″ E / 41.2511611523273°N,1.02122549836647°E |                             |                     | Modifica les dades a Wikidata |
|        | Mas d'en Coll        | Vilaplana | masia            |                             | 41° 15′ 21″ N, 1° 03′ 29″ E / 41.2558247729913°N,1.0581213044534°E  |                             |                     | Modifica les dades a Wikidata |
|        | Mas d'en Grau        | Vilaplana | masia            |                             | 41° 15′ 23″ N, 1° 03′ 41″ E / 41.2564014294366°N,1.06133883821539°E |                             |                     | Modifica les dades a Wikidata |
|        | Mas d'en Peiro       | Vilaplana | masia            |                             | 41° 15′ 18″ N, 1° 01′ 19″ E / 41.2549014998781°N,1.02188839347568°E |                             |                     | Modifica les dades a Wikidata |
|        | Mas d'en Roig        | Vilaplana | masia            |                             | 41° 14′ 32″ N, 1° 00′ 04″ E / 41.24235792383°N,1.00122849890135°E   |                             |                     | Modifica les dades a Wikidata |
|        | Mas de Joan Pau      | Vilaplana | masia            |                             | 41° 15′ 27″ N, 1° 02′ 42″ E / 41.2576200064071°N,1.04498617334336°E |                             | Mas d'en Joan Pau   | Modifica les dades a Wikidata |
|        | Mas de Mallafrè      | Vilaplana | masia            |                             | 41° 14′ 04″ N, 1° 01′ 43″ E / 41.2344061182464°N,1.02847252732798°E |                             |                     | Modifica les dades a Wikidata |
|        | Mas de Morenet       | Vilaplana | masia            | Estil: arquitectura popular | 41° 14′ 55″ N, 1° 02′ 48″ E / 41.248617°N,1.04674°E                 | bé cultural d'interès local |                     | Modifica les dades a Wikidata |
|        | Mas de Vicent        | Vilaplana | masia            |                             | 41° 15′ 41″ N, 1° 03′ 59″ E / 41.261250348339°N,1.0663401347573°E   |                             |                     | Modifica les dades a Wikidata |
|        | Mas de l'Abelló      | Vilaplana | masia            |                             | 41° 15′ 31″ N, 1° 02′ 29″ E / 41.2586146890982°N,1.04150692491885°E |                             | Mas de l'Abelló     | Modifica les dades a Wikidata |
|        | Mas de l'Adrià       | Vilaplana | masia            |                             | 41° 15′ 09″ N, 1° 02′ 13″ E / 41.2526101209805°N,1.0369361473033°E  |                             |                     | Modifica les dades a Wikidata |
|        | Mas de l'Onclet      | Vilaplana | masia            |                             | 41° 15′ 51″ N, 1° 04′ 24″ E / 41.2643042853758°N,1.07335271489236°E |                             |                     | Modifica les dades a Wikidata |
|        | Mas de les Tosques   | Vilaplana | masia            |                             | 41° 15′ 13″ N, 1° 02′ 42″ E / 41.2535203860032°N,1.04490555102252°E |                             |                     | Modifica les dades a Wikidata |
|        | Mas del Mariner      | Vilaplana | masia            | Estil: arquitectura popular | 41° 14′ 15″ N, 1° 02′ 46″ E / 41.237484°N,1.046137°E                | bé cultural d'interès local | Mas del Mariner     | Modifica les dades a Wikidata |
|        | Mas del Pou de Gel   | Vilaplana | masia            |                             | 41° 15′ 28″ N, 1° 01′ 54″ E / 41.257844°N,1.031567°E la Mussara     |                             | Mas del Pou de Gel  | Modifica les dades a Wikidata |
|        | Mas dels Vells       | Vilaplana | masia            |                             | 41° 15′ 25″ N, 1° 00′ 41″ E / 41.2570477212°N,1.0114674041476°E     |                             |                     | Modifica les dades a Wikidata |
|        | Torre de Cal Morenet | Vilaplana | masia casa forta |                             | 41° 14′ 55″ N, 1° 02′ 48″ E / 41.2486°N,1.04674°E                   |                             |                     | Modifica les dades a Wikidata |
|        | la Font d'en Grau    | Vilaplana | masia            |                             | 41° 15′ 15″ N, 1° 03′ 42″ E / 41.25430150275°N,1.0616791599196°E    |                             |                     | Modifica les dades a Wikidata |

## muntanya
| imatge | Nom                   | Ubicat a  | instància de | Detalls | coordenades                                                             | Protecció | Commons (més fotos)    | Dades a WD                    |
| ------ | --------------------- | --------- | ------------ | ------- | ----------------------------------------------------------------------- | --------- | ---------------------- | ----------------------------- |
|        | Dent de Ponent        | Vilaplana | muntanya     |         | 41° 14′ 00″ N, 1° 02′ 00″ E / 41.23333°N,1.03333°E                      |           |                        | Modifica les dades a Wikidata |
|        | Puig Pelat            | Vilaplana | muntanya     |         | 41° 15′ 59″ N, 1° 03′ 16″ E / 41.2663110481°N,1.05450380794°E 1076 msnm |           | Puig Pelat (Vilaplana) | Modifica les dades a Wikidata |
|        | Punta de les Airasses | Vilaplana | muntanya     |         | 41° 15′ 05″ N, 1° 01′ 43″ E / 41.25137778°N,1.028675°E 993.2 msnm       |           | Punta de les Airasses  | Modifica les dades a Wikidata |
|        | Punta del Sec         | Vilaplana | muntanya     |         | 41° 14′ 46″ N, 1° 00′ 12″ E / 41.246042°N,1.003288°E 982.2 msnm         |           | Punta del Sec          | Modifica les dades a Wikidata |
|        | Tossal Rodó           | Vilaplana | muntanya     |         | 41° 15′ 13″ N, 1° 01′ 02″ E / 41.2535°N,1.01715°E 965.5 msnm            |           |                        | Modifica les dades a Wikidata |
|        | la Gitana             | Vilaplana | muntanya     |         | 41° 14′ 42″ N, 1° 02′ 56″ E / 41.24511667°N,1.04881944°E 875 msnm       |           |                        | Modifica les dades a Wikidata |
|        | la Mussara            | Vilaplana | muntanya     |         | 41° 15′ 29″ N, 1° 03′ 21″ E / 41.25798056°N,1.05577778°E 1054.9 msnm    |           | La Mussara (Vilaplana) | Modifica les dades a Wikidata |
|        | la Roca Caiguda       | Vilaplana | muntanya     |         | 41° 14′ 48″ N, 1° 01′ 55″ E / 41.24670556°N,1.03182778°E 850.2 msnm     |           |                        | Modifica les dades a Wikidata |

## refugi de muntanya
| imatge | Nom                   | Ubicat a  | instància de       | Detalls                                          | coordenades                                                                                                 | Protecció                   | Commons (més fotos)   | Dades a WD                    |
| ------ | --------------------- | --------- | ------------------ | ------------------------------------------------ | --- | --------------------------- | --------------------- | ----------------------------- |
|        | Refugi de la Mussara  | Vilaplana | refugi de muntanya | 1989                                             | 41° 15′ 14″ N, 1° 01′ 51″ E / 41.253792°N,1.030958°E serra de la Mussara 997 msnm                           |                             | Refugi de la Mussara  | Modifica les dades a Wikidata |
|        | xalet de les Airasses | Vilaplana | refugi de muntanya | Arquitecte: Domènec Sugrañes i Gras 20th century | 41° 15′ 05″ N, 1° 01′ 43″ E / 41.251388888889°N,1.0286111111111°E Punta de les Airasses la Mussara 993 msnm | bé cultural d'interès local | Xalet de les Airasses | Modifica les dades a Wikidata |

## serra
| imatge | Nom                 | Ubicat a                     | instància de | Detalls | coordenades                                                                  | Protecció | Commons (més fotos) | Dades a WD                    |
| ------ | ------------------- | ---------------------------- | ------------ | ------- | ---------------------------------------------------------------------------- | --------- | ------------------- | ----------------------------- |
|        | els Motllats        | Capafonts Vilaplana Mont-ral | serra        |         | 41° 16′ 44″ N, 1° 03′ 32″ E / 41.27902222°N,1.05897222°E muntanyes de Prades |           | Els Motllats        | Modifica les dades a Wikidata |
|        | serra de Vicent     | Mont-ral Vilaplana           | serra        |         | 41° 15′ 46″ N, 1° 03′ 42″ E / 41.2627°N,1.06168°E 1055.6 msnm                |           | Serra de Vicent     | Modifica les dades a Wikidata |
|        | serra de la Mussara | Vilaplana la Febró           | serra        |         | 41° 15′ 29″ N, 1° 03′ 21″ E / 41.25798056°N,1.05577778°E 1056 msnm           |           | Serra de la Mussara | Modifica les dades a Wikidata |
|        | serra del Pou       | l'Albiol Mont-ral Vilaplana  | serra        |         | 41° 15′ 53″ N, 1° 05′ 24″ E / 41.2648°N,1.09004°E 929.1 msnm                 |           |                     | Modifica les dades a Wikidata |

## Misc
| imatge | Nom                                        | Ubicat a  | instància de                                   | Detalls                                                    | coordenades                                                                                             | Protecció                                                                                        | Commons (més fotos)                        | Dades a WD                    |
| ------ | ------------------------------------------ | --------- | ---------------------------------------------- | ---------------------------------------------------------- | --- | ------------------------------------------------------------------------------------------------ | ------------------------------------------ | ----------------------------- |
|        | Abric de la serra de la Mussara            | Vilaplana | jaciment arqueològic gruta amb art rupestre    |                                                            | 41° 14′ 50″ N, 1° 01′ 41″ E / 41.247145°N,1.028146°E                                                    | bé d'interès cultural lloc component de Patrimoni de la Humanitat bé cultural d'interès nacional |                                            | Modifica les dades a Wikidata |
|        | Antenes de la Mussara                      | Vilaplana | torre de radiodifusió                          | Alt: 82m                                                   | 41° 14′ 55″ N, 1° 03′ 25″ E / 41.248592°N,1.057026°E serra de la Mussara 1010 msnm                      |                                                                                                  | Antenes de la Mussara                      | Modifica les dades a Wikidata |
|        | Cal Peraire                                | Vilaplana | edifici                                        | Estil: arquitectura popular                                | 41° 13′ 40″ N, 1° 02′ 00″ E / 41.227755°N,1.033443°E ca:Carrer Major, 17                                | bé cultural d'interès local                                                                      | Cal Peraire (Vilaplana)                    | Modifica les dades a Wikidata |
|        | Centre històric de Vilaplana               | Vilaplana | centre històric                                | Estil: arquitectura popular                                | 41° 13′ 43″ N, 1° 01′ 59″ E / 41.22855°N,1.03317°E                                                      | bé cultural d'interès local                                                                      | Centre històric de Vilaplana               | Modifica les dades a Wikidata |
|        | Molí del Savall                            | Vilaplana | molí d'aigua                                   | Estil: arquitectura popular                                | 41° 13′ 47″ N, 1° 01′ 55″ E / 41.229722°N,1.031944°E                                                    | bé cultural d'interès local                                                                      | Molí del Savall - Rentadors de Vilaplana   | Modifica les dades a Wikidata |
|        | Musara                                     | Vilaplana | vèrtex geodèsic                                | Alt: 1.2m                                                  | 41° 15′ 29″ N, 1° 03′ 21″ E / 41.257988°N,1.055793°E 1055.541 msnm                                      |                                                                                                  |                                            | Modifica les dades a Wikidata |
|        | Pou del Mas del Pou del Gel                | Vilaplana | pou de neu                                     | Estil: arquitectura popular                                | 41° 15′ 28″ N, 1° 01′ 54″ E / 41.257828°N,1.031618°E la Mussara                                         | bé cultural d'interès local                                                                      | Pou del Mas del Pou de Gel                 | Modifica les dades a Wikidata |
|        | Vilaplana                                  | Vilaplana | entitat singular de població capital municipal | 560 hab                                                    | 41° 13′ 41″ N, 1° 02′ 00″ E / 41.228°N,1.03325°E 370 msnm                                               |                                                                                                  |                                            | Modifica les dades a Wikidata |
|        | bassa de la Balandra                       | Vilaplana | bassa                                          | Estil: arquitectura popular 17th century Profunditat: 2.5m | 41° 14′ 02″ N, 1° 02′ 12″ E / 41.233765°N,1.036719°E ca:Partida dels Freginals o de les Basses 399 msnm | bé cultural d'interès local                                                                      | Bassa de la Balandra (Vilaplana)           | Modifica les dades a Wikidata |
|        | casa consistorial de Vilaplana             | Vilaplana | casa consistorial                              |                                                            | 41° 13′ 43″ N, 1° 01′ 59″ E / 41.2285012°N,1.0330305°E                                                  |                                                                                                  | Town hall of Vilaplana                     | Modifica les dades a Wikidata |
|        | cementiri de Vilaplana                     | Vilaplana | cementiri                                      |                                                            | 41° 13′ 35″ N, 1° 02′ 14″ E / 41.22648888888889°N,1.0372333333333332°E                                  |                                                                                                  | Cementiri de Vilaplana                     | Modifica les dades a Wikidata |
|        | conjunt d'arcades adovellades de Vilaplana | Vilaplana | portal                                         | Estil: arquitectura popular                                | 41° 13′ 43″ N, 1° 01′ 59″ E / 41.228562°N,1.033168°E                                                    | bé cultural d'interès local                                                                      | Conjunt d'arcades adovellades de Vilaplana | Modifica les dades a Wikidata |
|        | el Pont Vell                               | Vilaplana | pont                                           | Estil: arquitectura popular                                | 41° 13′ 28″ N, 1° 01′ 59″ E / 41.2244054°N,1.032991°E                                                   | bé cultural d'interès local                                                                      | Pont Vell (Vilaplana)                      | Modifica les dades a Wikidata |
|        | forn de rajola del Xacó                    | Vilaplana | teuleria                                       | Estil: arquitectura popular                                | 41° 14′ 08″ N, 1° 01′ 26″ E / 41.235571°N,1.02384°E                                                     | bé cultural d'interès local                                                                      | Forn de rajola del Xacó                    | Modifica les dades a Wikidata |
|        | la Mussara                                 | Vilaplana | nucli de població                              | Estil: arquitectura popular 0 hab                          | 41° 15′ 08″ N, 1° 01′ 42″ E / 41.252105°N,1.028239°E serra de la Mussara                                | bé cultural d'interès local                                                                      | La Mussara                                 | Modifica les dades a Wikidata |